# Хуліо Сесар Брітос
Хуліо Сесар Брітос (ісп. Julio César Britos, 18 травня 1926, Монтевідео — 27 березня 1998) — уругвайський футболіст, що грав на позиції нападника.
Виступав за клуби «Пеньяроль» і «Реал Мадрид», а також національну збірну Уругваю, у складі якої — чемпіон світу 1950 року.

## Клубна кар'єра
У дорослому футболі дебютував 1946 року виступами за команду клубу «Пеньяроль», в якій провів сім сезонів. 
1953 року перебрався до мадридського «Реала», за який у переможному для «королівського клубу» чемпіонаті Іспанії 1953/54 провів три гри, після чого завершив професійну ігрову кар'єру.
Помер 27 березня 1998 року на 72-му році життя.

## Виступи за збірну
1947 року дебютував в офіційних матчах у складі національної збірної Уругваю. Протягом кар'єри у національній команді, яка тривала 6 років, провів у формі головної команди країни 12 матчів, забивши 6 голів.
У складі збірної був учасником Чемпіонату Південної Америки 1947 року в Еквадорі, на якому команда здобула бронзові нагороди, а також чемпіонату світу 1950 року у Бразилії, на якому Уругвай здобув титул чемпіонів світу. Щоправда на тріумфальному для його команди мундіалі жодного разу на поле не виходив, програючи конкуренцію за місце у складі збірної Альсідесу Гіджі.

## Титули і досягнення
- Чемпіон світу: 1950
- Бронзовий призер Чемпіонату Південної Америки: 1947
- Чемпіон Іспанії (1):

«Реал Мадрид»: 1953/54